# Clytus taurusiensis
Clytus taurusiensis är en skalbaggsart som först beskrevs av Maurice Pic 1903.  Clytus taurusiensis ingår i släktet Clytus och familjen långhorningar.
Artens utbredningsområde är Israel. Inga underarter finns listade i Catalogue of Life.